# حوزه‌های عدالت (کتاب)
حوزه‌های عدالت: دفاع از کثرت‌گرایی و برابری (به انگلیسی: Spheres of Justice: A Defense of Pluralism and Equality)، کتابی است نوشته فیلسوف مایکل والزر که در سال ۱۹۸۳ منتشر شد.

## خلاصه
والزر در کتاب حوزه‌های عدالت مفهوم عدالت توزیعی را بررسی می‌کند که به تخصیص عادلانه کالاها و منابع در جامعه مربوط می‌شود. او مخالف ایده یک اصل جهانی واحد از عدالت است که می‌تواند به‌طور یکسان در تمام حوزه‌های زندگی اعمال شود. او پیشنهاد می‌کند که کالاهای اجتماعی مختلف باید بر اساس اصول مختلف، با در نظر گرفتن ویژگی‌ها و ارزش‌های خاص هر حوزه توزیع شوند.
والزر طرف‌دار ایده‌ای است که او آن را «برابری پیچیده» می‌نامد، و مخالف این دیدگاه است که کالاهایی با معنا و محتوای متفاوت را می‌توان با هم در دسته بزرگ‌تر کالاهای اولیه جمع کرد، همان‌طور که جان رالز در نظریه عدالت از آن حمایت می‌کند. (۱۹۷۱). به عقیده والزر، هر حوزه منطق درونی خود را دارد و باید توسط اصول متمایز توزیعی که منعکس‌کننده کالاها و ارزش‌های خاص در خطر است، اداره شود.

## بازخورد
حوزه‌های عدالت، همراه با جنگ‌های عدالت و ناعادلانه (۱۹۷۷) و تفسیر و نقد اجتماعی (۱۹۸۷)، توسط ویل کیملیکا به‌عنوان یکی از مهم‌ترین آثار والزر شناخته شده‌است.